# سی‌تار
سی‌تار یکی از سازهای زهی زخمه‌ای در موسیقی هندی است. این ساز دارای دسته‌ای بلند و کشیده و کاسه‌ای به شکل گلابی می‌باشد. سی‌تار شامل هفت سیم اصلی و ۱۱ یا ۱۳ سیم تشدیدکننده است که زیر سیم‌های اصلی قرار می‌گیرند و با مضراب فلزی نواخته می‌شود. سیم‌های اصلی با ضربه به سیم‌های تشدیدکننده صدا تولید می‌کنند. دستان‌های روی دسته این ساز فلزی و کمانی شکل هستند. 
سی‌تار انواع مختلفی دارد که در شکل کاسه و تعداد سیم‌ها متفاوت‌اند. به‌طور کلی این ساز به سه نوع تقسیم می‌شود: نوع اول فقط دارای ۷ سیم اصلی و بدون سیم‌های تشدیدکننده است. نوع دوم دارای ۷ سیم اصلی و ۱۱ یا ۱۳ سیم تشدیدکننده است. نوع سوم دارای ویژگی‌های نوع دوم به علاوه یک کاسه اضافی در بالای دسته است که بیشتر نقش تزئینی دارد. 
راوی شانکار و ولایت‌خان از نوازندگان مشهور این ساز هستند. عباس مهرپویا، یکی از شاگردان راوی شانکار، این ساز را به موسیقی ایران معرفی کرد و مسعود صالح تاش راه او را ادامه داده است.
عباس مهرپویا پس از بازگشت از هند به ایران، این ساز ایرانی‌الاصل را که توسط امیرخسرو دهلوی از ایران به هند برده شده و از موسیقی ایرانی خارج شده بود، دوباره وارد موسیقی ایران کرد و موفقیت‌های زیادی در این زمینه به دست آورد.